# Нідерланди на зимових Олімпійських іграх 2002
Нідерланди брала участь в Зимових Олімпійських іграх 2002 року у Солт-Лейк-Сіті (США) у сімнадцятий раз за свою історію, і завоювала п'ять срібних і три золоті медалі.
| Нідерланди на олімпіаді 2002 року в Солт-Лейк-Сіті | Нідерланди на олімпіаді 2002 року в Солт-Лейк-Сіті | Нідерланди на олімпіаді 2002 року в Солт-Лейк-Сіті | Нідерланди на олімпіаді 2002 року в Солт-Лейк-Сіті | Нідерланди на олімпіаді 2002 року в Солт-Лейк-Сіті |
| Медалі                                             | Спортсмени                                         | Вид спорту                                         | Дисципліна                                         | Результат                                          |
| -------------------------------------------------- | -------------------------------------------------- | -------------------------------------------------- | -------------------------------------------------- | -------------------------------------------------- |
| Золото                                             | Герард ван Вельде                                  | Ковзанярський спорт                                | 1 000 метрів, чоловіки                             | 1.07,18                                            |
| Золото                                             | Йохем Сімон Ейтдехаге                              | Ковзанярський спорт                                | 5 000 метрів, чоловіки                             | 6.14,66                                            |
| Золото                                             | Йохем Сімон Ейтдехаге                              | Ковзанярський спорт                                | 10 000 метрів, чоловіки                            | 12.58,92                                           |
| Срібло                                             | Ян Бос                                             | Ковзанярський спорт                                | 1 000 метрів, чоловіки                             | 1.07,53                                            |
| Срібло                                             | Ренате Груневолд                                   | Ковзанярський спорт                                | 3 000 метрів, жінки                                | 6.49,22                                            |
| Срібло                                             | Джанні Ромме                                       | Ковзанярський спорт                                | 10 000 метрів, чоловіки                            | 13.10,03                                           |
| Срібло                                             | Грета Сміт                                         | Ковзанярський спорт                                | 5 000 метрів, жінки                                | 3.58,94                                            |
| Срібло                                             | Йохем Сімон Ейтдехаге                              | Ковзанярський спорт                                | 1 500 метрів, чоловіки                             | 1.44,57                                            |